# Шароватов, Сергей Викторович
Сергей Викторович Шароватов (род. 8 марта 1988, Москва) — российский актёр, кинорежиссёр, сценарист, продюсер, диктор. С 2023 года является голосом «Утра» телеканала НТВ.

## Биография
Сергей Шароватов родился 8 марта 1988 года в Москве. В 2005 году окончил московскую школу № 37. Также окончил музыкальную школу по классу фортепиано и хоровому отделению.
В 2010 году окончил экономический факультет МАТИ — РГТУ имени К. Э. Циолковского. В 2012 году там же получил второе высшее образование по специальности «Государственное и муниципальное управление», а в 2013 году окончил аспирантуру и получил учёную степень кандидата экономических наук. В 2010—2015 годах работал преподавателем в МАТИ — РГТУ имени К. Э. Циолковского. Во время учёбы в МАТИ был участником команд КВН «Внуки Циолковского» и «Мама».
В 2019 году окончил ВГИК имени С. А. Герасимова по специальности «Актёр театра и кино» (мастерская народного артиста РСФСР В. Н. Шиловского).
Член Гильдии актёров кино России. Член Союза кинематографистов России. 

## Карьера
Его дебют в кино состоялся в 2012 году в фильме Романа Сафина «Мёртвая пробка», где Сергей сыграл роль инспектора ДПС Самойлова.
Во время обучения во ВГИК Сергей много снимался в короткометражных фильмах, а также играл главные роли в учебном театре.
В 2018 году сыграл главную роль в короткометражном фильме «Серёга решил застрелиться», за которую стал обладателем приза международного кинофестиваля в Казани «Зилант 2019» за лучшую мужскую роль.
В 2020 году снялся в роли второго плана в фильме Алексея Камынина «Хандра».
Всего сыграл более чем в 50 фильмах и сериалах, включая «ИП Пирогова-2», «Чикатило», «Ресторан по понятиям», «Сны» и другие.
В 2021 году дебютировал в качестве кинорежиссёра с короткометражным фильмом «Бойся своих желаний» («Mute») по рассказу Стивена Кинга «Немой». В фильме Сергей также сыграл главную роль, выступил в качестве сценариста и продюсера. Мировая премьера фильма состоялась 21 апреля 2022 года на 55-м Международном фестивале независимого кино WorldFest-Houston International Film Festival, где фильм завоевал приз Gold Remi Award в номинации «Best Dramatic Adaptation — Shorts». Российская премьера состоялась 20 сентября 2022 года на XV Международном кинофестивале «Золотой Феникс» в Смоленске. Фильм также стал финалистом международных фестивалей The USA Film Festival и Golden Knight Malta International Short Film Festival. Картина получила положительные оценки кинокритиков.

## Избранная фильмография

### Актёр
- 2018 — «Серёга решил застрелиться» (короткометражный) — Серёга (главная роль)
- 2019 — «ИП Пирогова-2» — полицейский
- 2020 — «Хандра» — Михаил, заказчик рекламы
- 2021 — «Контрапункт» (короткометражный) — Николай Гумилёв (главная роль)
- 2021 — «Чикатило» — Николай, милиционер
- 2022 — «Ресторан по понятиям» — Заика
- 2022 — «Бойся своих желаний» (короткометражный) — Мужчина (главная роль)
- 2022 — «Пепел» (короткометражный) — полицейский
- 2022 — «Сны» — Кирилл
- 2022 — «Через прицел» — Дмитрий Дюкин, старшина
- 2023 — «Экипаж 314. Второй сезон» — Сильвестр
- 2023 — «Мосгаз. Последнее дело Черкасова»
- 2023 — «СуперИвановы» — Павел
- 2023 — «Макс и Гусь» — Шершавый
- 2023 — «Шпион» — Борис, следователь
- 2023 — «Ангелы района» — Фишкин
- 2023 — «Только один» — мужчина в костюме (главная роль)
- 2023 — «Слепой метод-2» — Александр Дятлов
- 2024 — «Загадка Сангаку» — Павел Лазарев
- 2024 — «Поворот судьбы» — Антон
- 2024 — «На двоих не делится» — Вадим Жучков (главная роль)
- 2024 — «Лиса» — Сергей Гусев
- 2024 — «Кореша» — Шершавый
- 2024 — «Постучись в мою дверь в Москве» — Мужчина
- 2024 — «Молот ведьм» — Черепанов
- 2025 — «Счастье на паузе» — Николай Сорокин (главная роль)
- 2025 — «Либидо» — Шершавый (главная роль)

### Режиссёр
- 2022 — «Бойся своих желаний» (короткометражный)

### Сценарист
- 2022 — «Бойся своих желаний» (короткометражный)

### Продюсер
- 2021 — «Подорожник» (короткометражный)
- 2022 — «Бойся своих желаний» (короткометражный)

## Награды
- 2019 — Приз международного кинофестиваля «Зилант» в категории «Лучшая мужская роль» («Серёга решил застрелиться»)
- 2022 — Премия «Золотой Реми» 55-го Международного фестиваля независимого кино WorldFest-Houston International Film Festival[англ.] в категории «Лучшая адаптация драматического произведения» («Бойся своих желаний»)[15][16][17]
- 2022 — Приз международного кинофестиваля «Крылатый Барс» в категории «Короткометражный фильм. Лучший триллер» («Бойся своих желаний»)[18]
- 2023 — Приз всероссийского кинофестиваля «Белая птица» в категории «Лучший актёр. Короткометражный фильм» («Пепел»)[19]
- 2023 — Приз «Лучшая актёрская игра главной роли» на VI Всероссийском фестивале искусства кино и музыки «Кинопозитив» за роль «Мужчина» в фильме «Бойся своих желаний» («Mute») (реж. Сергей Шароватов)[20]
- 2023 — Премия «Капля» в категории «Лучший короткометражный хоррор года» («Бойся своих желаний»)[21][22][23][24]
- 2023 — Специальный диплом XII Московского международного кинофестиваля «Будем жить»[25]
- 2023 — Премия «Лучшая мужская роль» на III Всероссийском кинофестивале короткометражного кино «Киномеханика» в Ульяновске — Сергей Шароватов «Бойся своих желаний» режиссёр Сергей Шароватов" г. Москва[26]